# 92-XX
Classificazione delle ricerche matematiche: sezioni di livello 1

00-XX 01 03 05 06 08 | 11 12 13 14 15 16 17 18 19 20 22 | 26 28 30 31 32 33 34 35 37 39 40 41 42 43 44 45 46 47 49 | 
 51 52 53 54 55 57 58 | 60 62 65 68 | 70 74 76 78 | 80 81 82 83 85 86 | 90 91 92 93 94 97-XX
92-XX è la sigla della sezione primaria dello schema di classificazione
MSC dedicata a biomatematica, 
matematica nella genetica, matematica nella dinamica delle popolazioni, 
matematica nella medicina e matematica nella chimica.
La pagina attuale presenta la struttura ad albero delle sue sottosezioni secondarie e terziarie.

## 92-XX
biologia ed altre scienze naturali
- 92-00 opere di riferimento generale (manuali, dizionari, bibliografie ecc.)
- 92-01 esposizione didattica (libri di testo, articoli tutoriali ecc.)
- 92-02 presentazione di ricerche (monografie, articoli di rassegna)
- 92-03 opere storiche {!va assegnato almeno un altro numero di classificazione della sezione 01-XX}
- 92-04 calcolo automatico esplicito e programmi (non teoria della computazione o della programmazione)
- 92-06 atti, conferenze, collezioni ecc.
- 92-08 metodi computazionali

## 92Bxx
biologia matematica in generale
- 92B05 biologia generale e biomatematica
- 92B10 tassonomia, statistica
- 92B15 biostatistica generale [vedi anche 62P10]
- 92B20 reti neurali [vedi anche 68T05, 82C32, 94Cxx]
- 92B25 ritmi biologici e sincronizzazione
- 92B99 diverso da quanto sopra, ma in questa sezione

## 92Cxx
argomenti fisiologici, cellulari e medici
- 92C05 biofisica
- 92C10 biomeccanica [vedi anche 74L15]
- 92C15 biologia sviluppamentale, formazione di patterns?strutture embrionali
- 92C17 movimento cellulare (chemotassi ecc.)
- 92C20 biologia neurale
- 92C30 fisiologia (generale)
- 92C35 flussi fisiologici [vedi anche 76Z05]
- 92C37 biologia cellulare
- 92C40 biochimica, biologia molecolare
- 92C42 biologia dei sistemi, reti
- 92C45 cinetica in problemi biochimici (farmacocinetica, cinetica degli enzimi ecc.,) [vedi anche 80A30]
- 92C50 applicazioni mediche (generale)
- 92C55 tomografia [vedi anche 44A12, 65R10]
- 92C60 epidemiologia medica
- 92C80 biologia vegetale
- 92C99 diverso da quanto sopra, ma in questa sezione

## 92Dxx
genetica e dinamica delle popolazioni
- 92D10 genetica {per le algebre genetiche, vedi 17D92}
- 92D15 problemi collegati all'evoluzione
- 92D20 sequenze di proteine, sequenze di DNA
- 92D25 dinamica delle popolazioni (generale)
- 92D30 epidemiologia
- 92D40 ecologia
- 92D50 comportamento degli animali
- 92D99 diverso da quanto sopra, ma in questa sezione

## 92Exx
chimica
{per la biochimica, vedi 92C40}
- 92E10 strutture molecolari (metodi di teoria dei grafi, metodi di topologia differenziale ecc.)
- 92E20 flussi classici, reazioni ecc. [vedi anche 80A30, 80A32]
- 92E99 diverso da quanto sopra, ma in questa sezione

## 92Fxx
altre scienze naturali (dovrebbe anche essere assegnato almeno un altro numero di classificazione della sezione 92)
- 92F05 altre scienze naturali (dovrebbe anche essere assegnato almeno un altro numero di classificazione della sezione 92)
- 92F99 diverso da quanto sopra, ma in questa sezione